# ギアニー・ヴァレッタ
ギアニー・ヴァレッタ（Gianni Valletta、1989年8月8日 - ）は、マルタの男性プロレスラー。マルタ共和国出身。

## 来歴
2011年にデビュー。日本のプロレスに影響を受け、マルタ共和国初のプロレス団体「プロレスリングマルタ」を旗揚げし、「マルタの力道山」と呼ばれる。
2018年にTAJIRIの呼びかけにより全日本プロレス参戦のため来日。年末には世界最強タッグ決定リーグ戦に出場。
2019年はチャンピオンカーニバルにも出場し、三冠ヘビー級王者で大会優勝者の宮原健斗、元三冠王者石川修司、大日本プロレスの岡林裕二から勝利した。年末の世界最強タッグ決定リーグ戦には吉田隆司とタッグを組んで出場した。
2020年、PURPLE HAZEに加入。
2022年より九州プロレスに参戦。
2024年よりDRAGON GATEに参戦、Z-Bratsに加入。

## 得意技
TKO
スリーパーホールド
チョークスラム
タイガードライバー
ディスカスラリアット
旋回式スクラップバスター
チェーン攻撃
キングコング・ニー・ドロップ

## タイトル歴
- PWMヘビー級王座
- BEWヘビー級王座

## 入場曲
- Pantera『Walk』